# Xosé Cermeño
Xosé Carlos Cermeño Baraja (La Coruña, Galicia, 1959) es un guionista, director y escritor español. Comenzó colaborando en TVG en 1986 como guionista de O Mellor, de Manuel Rivas. Fue el primer editor de la versión gallega de O Correo da Unesco.

## Obra literaria
- A meiga e a toupeira (1983) (teatro)
- Ela chegou e dixo (1984) (teatro)
- Almas perdidas (1987) (teatro)
- Historia de Abbadón (1991) (poemario)
- A cociña dos Vilas (1993) (ensayo)
- Ciencia de facer as camas (1994) (narrativa)
- Os nervios da cabeza (1994) (narrativa). Premio Ciudad de Lugo
- Nieve, renieve, requetenieve (1995) (narrativa)
- Estas rapazas chegarán moi alto (1995) (narrativa)

## Televisión
- Herminia da Ponte (1989) (director)
- Roque das Goas (1990) (director)
- Pratos combinados (1995) (director y guionista)
- Avenida de América (2002)